# Joanna Piotrowska
Joanna Piotrowska (ur. 1968) – założycielka Feminoteki, największego feministycznego serwisu informacyjnego i pierwszej w Europie Środkowo-Wschodniej księgarni feministycznej w 2005 roku przekształconej w fundację. Trenerka samoobrony i asertywności dla kobiet i dziewcząt WenDo; trenerka antydyskryminacyjna i genderowa. Współorganizatorka Mia100Kobiet w 2001 i 2002 roku, członkini Porozumienia Kobiet 8 Marca. Absolwentka Studium Przeciwdziałania Przemocy w Rodzinie oraz Studium Poradnictwa i Interwencji Kryzysowej organizowanego przez Instytut Psychologii Zdrowia. Laureatka „Złotego Telefonu” – nagrody przyznawanej przez Niebieską Linię osobom, które szczególnie przyczyniły się do zmian społecznych w zakresie przeciwdziałania przemocy w rodzinie lub ze szczególnym zaangażowaniem stawały w obronie osób krzywdzonych.
Współautorka i współredaktorka publikacji Polityka a płeć wydanej przez Fundację im. H. Bölla w Polsce (Warszawa 2006) oraz raportu Polityka równości płci. Polska 2007 wydanego przez UNDP (część poświęcona wdrażaniu gender mainstreaming w środkach masowego przekazu). Współredaktorka publikacji „Niemoralne propozycje. Molestowanie seksualne w miejscu pracy” (Fundacja Feminoteka, Warszawa 2008); „Kobiety dla Polski. Polska dla kobiet. Raport” (część poświęcona przemocy wobec kobiet, Fundacja Feminoteka, 2009); raport poświęcony dyskryminacji w edukacji i mediach publicznych „Brak misji na wizji i wizji w edukacji” (Fundacja Feminoteka, 2009); „Po co nam równość płci w edukacji” [w]: „Refleksje. Zachodniopomorski Dwumiesięcznik Oświatowy” maj/czerwiec 2010.
W latach 2007–2008 prowadziła razem Krystianem Legierskim audycję „Lepiej późno niż wcale” poświęconą problematyce równościowej, genderowej i feministycznej w Tok FM.